# Wilhelm Rexrodt
Wilhelm Rexrodt (* 18. März 1895 in Wanfried an der Werra, Kreis Eschwege; † 21. April 1969 in Berlin-Wilmersdorf) war ein deutscher Politiker (DDP, LDP).

## Leben
Wilhelm Rexrodt besuchte bis 1908 die Friedrich-Wilhelm-Schule in Eschwege und anschließend das Gymnasium in Torgau. Nach der Reifeprüfung am 22. August 1914, die er wegen der angeordneten Mobilmachung der Armee frühzeitig ablegte (Notabitur), ging er in den Ersten Weltkrieg. Er trat am 28. August 1914 in den Militärdienst ein, entlassen wurde er am 10. Dezember 1918 aus der 5. Batterie/1. Posensches Feldartillerie-Regiment Nr. 20 mit dem militärischen Dienstgrad eines Vizewachtmeisters. Nach dem Krieg studierte er Volkswirtschaft und Finanzwissenschaften an der Handelshochschule Leipzig, legte dort am 8. Mai 1920 seine kaufmännische Diplomprüfung ab und wurde am 5. Dezember 1922 zum Doktor der Staatswissenschaften (Dr. rer. pol. mit summa cum laude) promoviert.
1919 trat Rexrodt in die Deutsche Demokratische Partei ein. Er war in der Weimarer Republik ab April 1925 Generalsekretär der DDP Nürnberg und des Reichstagswahlkreises Franken und von 1928 bis 1931 Reichsgeschäftsführer der DDP in Berlin. 1945 war er Mitbegründer der LDP in Sachsen-Anhalt und Halle (Saale). Nachdem er die Sowjetische Besatzungszone verlassen musste, wurde er am 22. Dezember 1952 in Berlin (West) aufgenommen.
Rexrodt war seit dem 22. Dezember 1930 mit Walburga Rexrodt, geb. Schoyerer (* 24. Januar 1904; † 10. April 1944) verheiratet. Ihr einziges 1941 geborenes Kind Günter Rexrodt war in den 1980er Jahren Staatssekretär beim Senator für Wirtschaft, danach Senator für Finanzen in Berlin (West) und nach der Wiedervereinigung von 1993 bis 1998 Bundeswirtschaftsminister.